# Пусть летят пули
«Пусть летят пули» (кит. 让子弹飞, англ. Let the Bullets Fly) — кинофильм режиссёра Цзян Вэня, вышедший на экраны в 2010 году.

## Сюжет
Южный Китай, 1920 год. Банда знаменитого преступника по прозвищу Рябой Чжан нападает на чиновника, направляющегося в небольшой город, где он должен занять место главы. Поскольку у пленника нет с собой денег (они могут появиться только после прибытия на место назначения), Чжан решает отправиться в город под видом нового главы, а чиновник принимает облик советника Тана. В городе они обнаруживают огромную бедность (налоги с населения были взяты за 90 лет вперед), виной чему безраздельная власть господина Хуана. Рябой Чжан решает вступить в схватку с магнатом и освободить город от его тирании.

## В ролях
- Цзян Вэнь — Рябой Чжан
- Чоу Юньфат — господин Хуан
- Фэн Сяоган — советник Тан
- Карина Лау — госпожа Ма
- Яо Лу — Ху Цзянь
- Гэ Ю — Ма Бандэ
- Шао Бин — Второй
- Ляо Фань — Третий
- Чжан Мо — Шестой

## Награды и номинации
- 2011 — премия Asian Film Awards за лучшие костюмы (Уильям Чан)
- 2011 — 5 номинаций на премию Asian Film Awards: лучший фильм, лучший режиссёр (Цзян Вэнь), лучший сценарий (Цзян Вэнь), лучший актер (Чоу Юньфат), лучшая актриса второго плана (Карина Лау)